# مقاطعة متاجر التجزئة في جنوب شرق أوروبا 2025
نُظمت سلسلة من مقاطعات لمتاجر التجزئة في جنوب شرق أوروبا منذ أواخر يناير 2025. بدأت المقاطعة في كرواتيا في 24 يناير ردا على ارتفاع أسعار التجزئة في جميع أنحاء البلاد. انطلقت حملات مقاطعة مماثلة في كل من صربيا، والجبل الأسود، والبوسنة والهرسك، ومقدونيا الشمالية، وسلوفينيا، وألبانيا، ورومانيا، وبلغاريا، وكوسوفو، والمجر. وفي الوقت نفسه، ظهرت دعوات أو خطط لمقاطعة المنتجات في كل من سلوفاكيا واليونان وجمهورية التشيك.
وقد اتُهمت سلاسل المتاجر الرئيسة بالتورط في تحديد الأسعار. وبالإضافة إلى الانتهاك المحتمل لقوانين المنافسة، جاءت المقاطعات في ظل ارتفاع أسعار المواد الغذائية وتكاليف المعيشة في جميع أنحاء المنطقة، ويعود ذلك لعوامل اقتصادية مختلفة. حظيت دعوات المقاطعة بدعم شعبي واسع النطاق.

## خلفية
ارتفعت الأسعار في كرواتيا في الفترة التي سبقت المقاطعة، إلى الحد الذي لم تعد معه الرواتب والمعاشات التقاعدية قادرة على مواكبة الارتفاع. بدأ هذا كجزء من الزيادة الأوسع في الأسعار بسبب التضخم الناجم عن جائحة كوفيد-19 وتفاقم عندما انضمت كرواتيا إلى منطقة اليورو في عام 2023. وقد ساهم تدهور القطاع الزراعي، واحتكارات تجار التجزئة الكبرى للمواد الغذائية، وتآكل الشركات الصغيرة، وتدفق الواردات، والاعتماد المفرط على السياحة في ارتفاع معدلات التضخم. ومنذ ذلك الحين، قامت العديد من متاجر التجزئة في البلاد بتطبيق زيادات أخرى في الأسعار، مما أدى إلى ارتفاع الأسعار بنسبة 30% وفقًا للمقاييس الرسمية.
أصبحت تكلفة المعيشة في كرواتيا أعلى بكثير من الدول المجاورة. وارتفعت أسعار المواد الغذائية الأساسية، مثل الخبز والبيض، بنسبة وصلت إلى 60% في بعض الحالات. ولفت الانتباه إلى تكلفة المنتجات في كرواتيا مقارنة بتكلفة المنتجات في الدول المجاورة؛ على سبيل المثال، قيل إن إحدى العلامات التجارية الألمانية للشامبو تكلف 130% أكثر في كرواتيا منها في ألمانيا. وفي بلغاريا كان السعر أرخص بنسبة 20% من السعر في كرواتيا. وقد شمل هذا أيضًا المنتجات المصنوعة محليًا، حيث بلغت تكلفة التوابل الكرواتية 7.69 يورو للكيلوغرام في كرواتيا، مقابل 6.35 يورو في السويد. لاحظ كاتب في صحيفة فيجيستي في الجبل الأسود، أن السائحين في كرواتيا، الذين اعتادوا على ارتياد المطاعم بشكل منتظم، بدأوا الآن في تناول الطعام في شققهم بسبب الأسعار الباهظة.
وفي كرواتيا، ارتفع معدل التضخم للشهر الرابع على التوالي. وارتفعت تكاليف الخدمات بنسبة 6.3%، وكانت الأسعار في مجموعة الأغذية والمشروبات والتبغ أعلى بنسبة 4.7% عن العام السابق. ونتيجة لذلك، امتنع الكرواتيون عن التسوق في منافذ البيع بالتجزئة ومحلات البقالة، وتجنبوا استخدام خدمات التوصيل والبنوك والمطاعم والمقاهي. كما شملت المقاطعة وقف دفع الفواتير والتسوق عبر الإنترنت.

## المقاطعة في كرواتيا (24 يناير – حتى الآن)

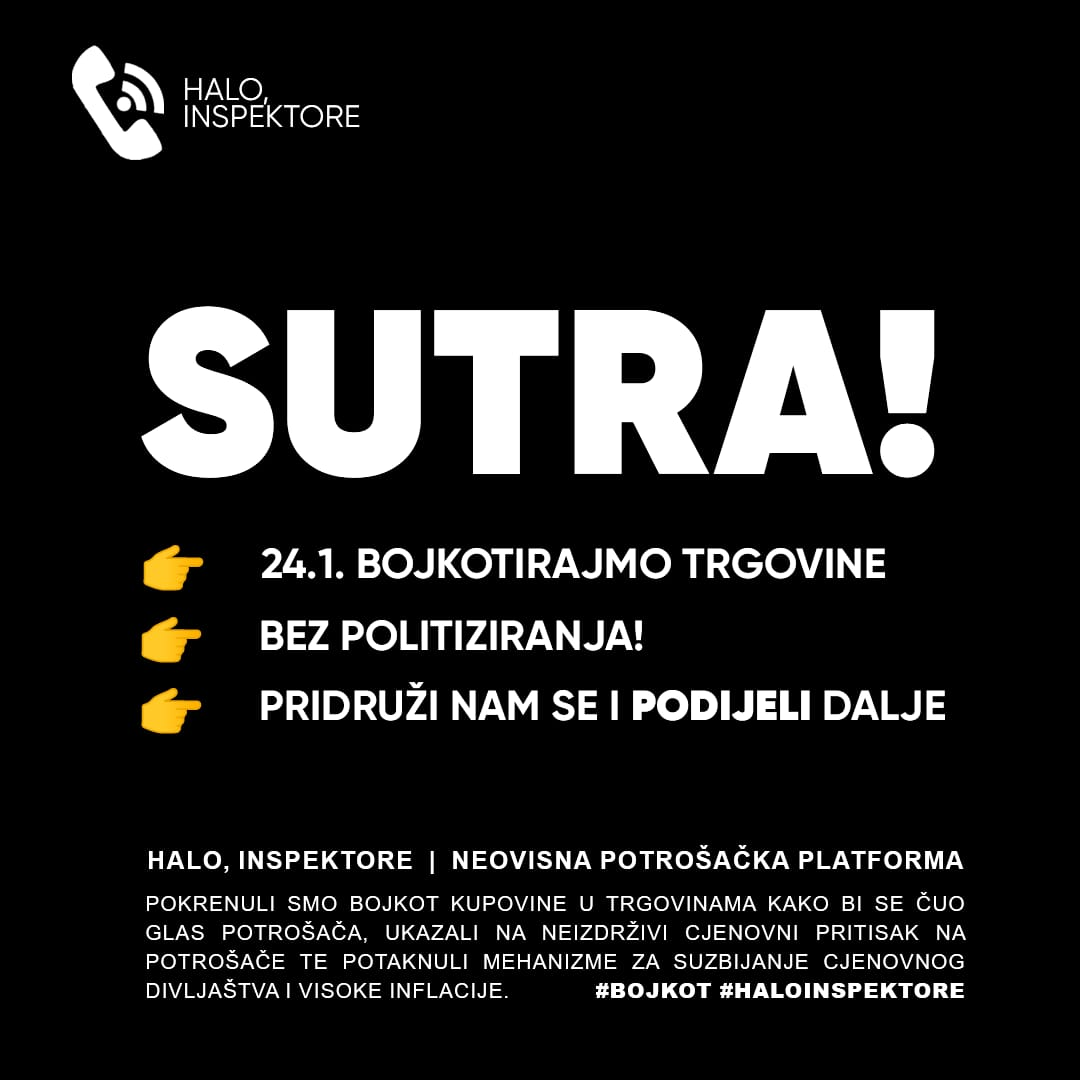
نشرة على مواقع التواصل الاجتماعي تدعو المستهلكين إلى مقاطعة منتجات.

بدأت فكرة المقاطعة في كرواتيا في مجموعة على الفيسبوك تسمى Halo, inspektore  والتي يديرها المركز الأوروبي للتميز الاستهلاكي. صرح رئيسها جوزيب كليمان أن الفكرة نابعة من المستهلكين أنفسهم. في البداية، دعت المجموعة إلى مقاطعة لحم العجل لمدة أسبوع، مستشهدة بزيادة مزعومة بنسبة 40٪ في أسعار المواد الغذائية خلال الأشهر القليلة الماضية. انتشرت فكرة مقاطعة لمدة يوم واحد في 24 يناير عبر وسائل التواصل الاجتماعي الكرواتية، وحظيت بدعم كبير. خلال المقاطعة في النصف الثاني من شهر يناير، كانت هناك محاولات متعددة لتقويضها. كانت إحدى المحاولات الأكثر بروزًا هي إعادة تسمية المجموعات المخصصة لدعم المرشح الرئاسي للحزب الرائد دراجان بريموراك إلى "Halo inspektore".

### المقاطعة الأولى
تمثلت المقاطعة في تجنب بعض المنتجات مثل الخبز والمعكرونة ولحم الخنزير والنقانق والأسماك والحليب ومنتجات الألبان وبعض أنواع الفواكه والخضروات. وكان الهدف من المقاطعة إرسال رسالة قوية بعدم الرضا عن زيادات الأسعار. ونتيجة لذلك، قامت وزارة الاقتصاد في جمهورية كرواتيا بتوسيع قائمة المنتجات ذات الأسعار المقيدة.
وكشفت البيانات أن إجمالي عدد الفواتير الصادرة في قطاع التجزئة يوم الجمعة 24 يناير انخفض بنسبة 44% عن يوم الجمعة من الأسبوع السابق (17 يناير)، فيما انخفضت التكلفة النقدية الإجمالية بنسبة 53%. وبالنسبة لجميع الأنشطة، كانت النسبة أقل بنسبة 29% و36% على التوالي. وأُبلغ عن وجود محلات تجارية ومواقف سيارات فارغة.

### الجهود اللاحقة
وعلى الرغم من أن المقاطعة أدت إلى خفض المبيعات إلى النصف، رفض تجار التجزئة خفض الأسعار؛ مما أدى إلى مقاطعة أخرى استمرت أسبوعًا بدءًا من 30 يناير. استهدفت هذه المقاطعة على وجه التحديد سلاسل البيع بالتجزئة مثل ليدل Lidl ويوروسبن EuroSpin ودي-إم DM والتي ذُكر أنها تفرض أسعارًا باهظة. كانت شركة ليدل محط انتقادات لأنها دخلت السوق الكرواتية بوعدٍ بإبقاء أسعارها منخفضة. استهدفت المقاطعة أيضًا المشروبات الغازية (كوكا كولا على وجه التحديد)،  والمنظفات، والمياه المعبأة. ثم كانت الدعوة إلى مقاطعة عامة لجميع المنتجات والخدمات في 31 يناير.
أعلنت مجموعة هيئة التفتيش Halo, inspektore عن المرحلة التالية من المقاطعة، والتي بدأت يوم الجمعة 7 فبراير، والتي تستهدف سلسلة متاجر السوبر ماركت كونزوم Konzum طوال الأسبوع التالي، بالإضافة إلى مقاطعة عامة على مستوى السوق لجميع محلات السوبر ماركت المقرر يوم الجمعة. جرى تحديد هدف المقاطعة الممتدة من خلال استطلاع رأي عبر الإنترنت، حيث حصلت محلات كونزوم على 31.7% من الأصوات. وقد أسفرت المقاطعة العامة الثالثة عن انخفاض التكلفة النقدية الإجمالية بنسبة 20% وانخفاض عدد الفواتير في قطاع التجزئة بنسبة 15% مقارنة بما قبل المقاطعة.

## خطط مقاطعة أخرى في جنوب شرق أوروبا
وقد أدى نجاح المقاطعة في كرواتيا إلى إحداث تأثير الدومينو، مما أدى إلى دعوات أخرى للمقاطعة في جميع أنحاء جنوب شرق أوروبا، وخاصة في بلدان يوغوسلافيا السابقة. وقد حدثت إضرابات متزامنة في مختلف بلدان يوغوسلافيا السابقة في 31 يناير.

### ألبانيا
بدأت دعوات المقاطعة في ألبانيا تتزايد في أعقاب حملات المقاطعة في بلدان البلقان الأخرى، حيث نشأت العديد من المبادرات المنفصلة نتيجة لذلك. دعت إحدى الحملات إلى المقاطعة في الفترة من 5 إلى 10 فبراير، فيما دعت حملة أخرى إلى المقاطعة ليوم واحد فقط هو 16 فبراير. وذكر منشور جرى توزيعه عبر الإنترنت أن "الأسعار في ألبانيا من بين الأسعار الأكثر إساءة في الاتحاد الأوروبي" وحث الألبان على استهداف محلات السوبر ماركت والمحلات التجارية والخدمات التي يُزعم أنها رفعت الأسعار. تستهدف مبادرة المقاطعة في الفترة من 5 إلى 10 فبراير مؤسسة واحدة محددة في كل يوم، بدءًا من Big Market في 5 فبراير، ثم Conad، وAlbmarket، وXhangolli، وEco Market، وأخيرًا محلات SPAR.

### البوسنة والهرسك
وعلى غرار الجهود المبذولة في كرواتيا، بدأ مستخدمو وسائل التواصل الاجتماعي في البوسنة والهرسك في الدعوة إلى مقاطعة مماثلة في 31 يناير. وأشاروا إلى المخاوف بشأن ارتفاع الأسعار بشكل كبير، وأن الأسعار في البلاد كانت أعلى من تلك الموجودة في دول أخرى مثل ألمانيا. علاوة على ذلك، أثيرت مخاوف بشأن تكاليف المعيشة. استهدفت مقاطعة البوسنة والهرسك المحلات التجارية والمطاعم ومحطات الوقود. وكان الهدف من ذلك هو الضغط على السلطات وأصحاب العمل داخل البلاد للحد من التضخم وزيادة الحد الأدنى للأجور ومستوى المعيشة.

### بلغاريا
في 13 فبراير، حدثت مقاطعة نظمتها حركة "النظام يقتلنا" "System is Killing Us"، واتحاد المستهلكين في بلغاريا، واتحادات المتقاعدين، والمفوضة السابقة مايا مانولوفا، والنائب السابق في البرلمان فيليزار إنشيف. وفي منشور على وسائل التواصل الاجتماعي، ذكروا أن الأسعار في سلاسل البيع بالتجزئة ومحلات البقالة الصغيرة ارتفعت بشكل كبير، مما يهدد 800 ألف متقاعد بلغاري يعيشون تحت خط الفقر، فضلاً عن الفقراء من العاملين. كما أشاروا إلى أن أسعار بعض السلع في سلاسل المتاجر الأجنبية مثل الزبدة والحليب والجبن واللحوم والنقانق كانت أعلى محليًا في بلغاريا مقارنة ببلدان المنشأ الأصلية مثل ألمانيا أو النمسا، على الرغم من أن هذه البلدان الأصلية تتمتع بمستوى معيشة أعلى. وطالب المنشور أيضًا الحكومة البلغارية بوضع حد أقصى لأسعار 70 سلعة غذائية أساسية. وطالبوا أيضًا بدعم المنتجين المتوسطين والصغار والشفافية فيما يتعلق بآليات التسعير. صرحت نيللي ديميتروفا من منظمة "النظام يقتلنا" أن البلغاريين لا يستطيعون تحمل تكاليف المواد الأساسية مثل الحليب أو البيض أو اللحوم.
قبل تنظيم هذه المقاطعة، دعا نائب رئيس حزب الحركة الوطنية البلغارية (VMRO)، كارلوس كونتريرا، إلى المقاطعة أيضًا على فيسبوك، مسلطًا الضوء مرة أخرى على أن أسعار نفس المنتجات كانت تختلف بنسبة تزيد عن 20% بين سعرها في بلغاريا وألمانيا.
واعتبارًا من 13 فبراير، بدأت المقاطعة في البلاد.

### الجمهورية التشيكية

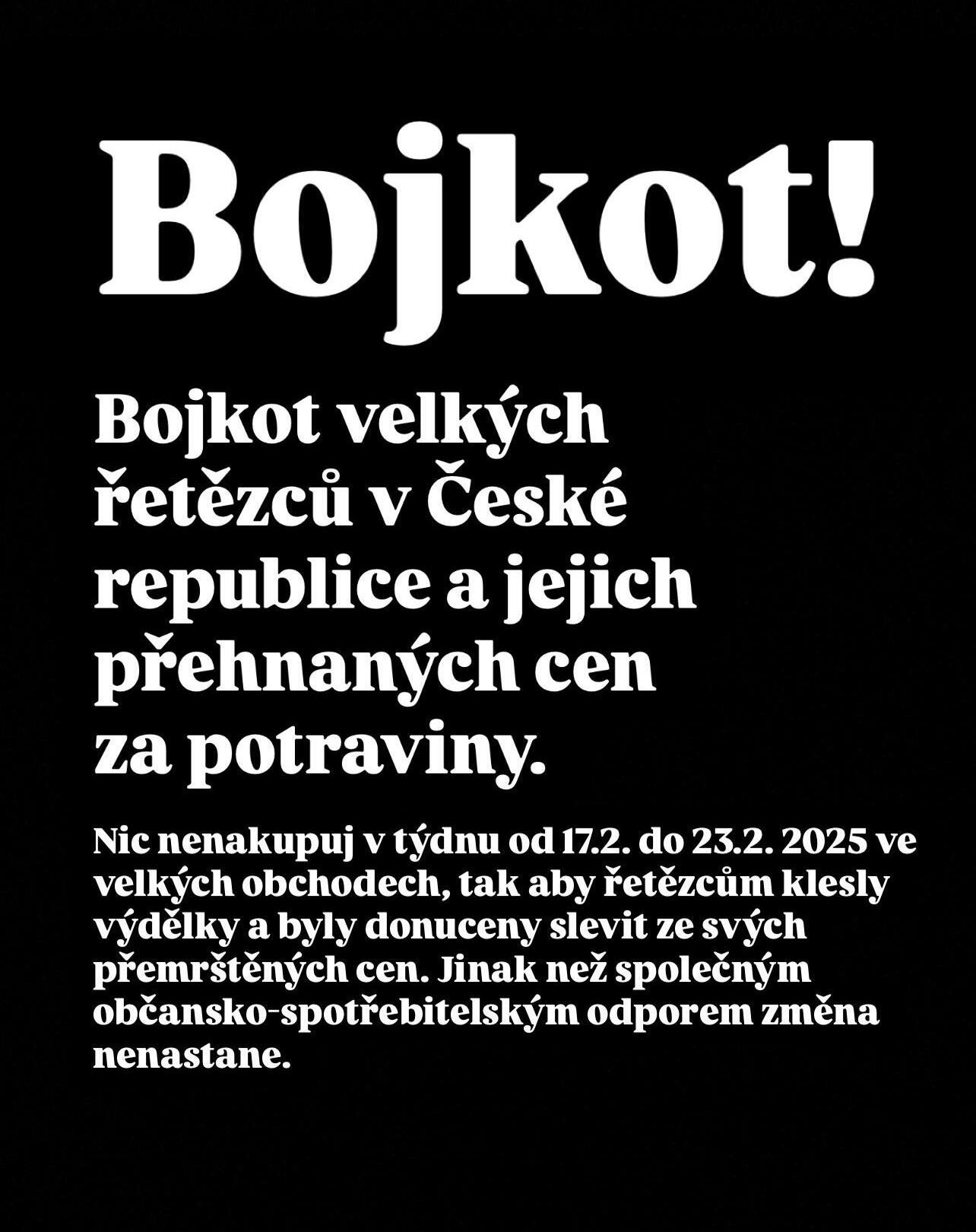
نشرة إعلانية للمقاطعة في جمهورية التشيك، تدعو لمقاطعة سلاسل المحلات الكبرى في البلاد في الفترة ما بين 17 فبراير و23 فبراير حتى تخفض أسعارها. وتترجم الجملة الأخيرة إلى "لن يحدث التغيير إلا من خلال المقاومة المشتركة بين المواطنين والمستهلكين".

بدأت مبادرة المقاطعة بالانتشار على موقع ريديت Reddit التشيكي في أعقاب المقاطعة الكرواتية. دعت إحدى الملصقات على الموقع إلى مقاطعة سلاسل البيع بالتجزئة الكبرى في الفترة من 17 إلى 23 فبراير بهدف دفع هذه السلاسل إلى خفض أسعارها، تهدف المقاطعة أيضًا إلى القضاء على إساءة استخدام الخصومات (التي يقول المؤيدون إنها أسعار طبيعية فعلية) ومعارضة بطاقات العملاء. وطالب العديد من التشيك المؤيدين للمقاطعة بدعم الدولة فيما يتعلق بالأسعار.

### اليونان
شهدت اليونان زيادات ملحوظة في الأسعار خلال السنوات القليلة الماضية. خلال شهر يناير 2025، ارتفعت أسعار اللحوم الطازجة بنسبة 3.05%، والأسماك الطازجة والمأكولات البحرية بنسبة 2.87%، والمياه والعصير والمشروبات الغازية بنسبة 3.01%، كما شهدت أسعار القهوة والشوكولاتة أيضًا ارتفاعًا في الأشهر السابقة. قام الاتحاد العام للمستهلكين في اليونان INKA بتنظيم مقاطعة تبدأ في 19 فبراير في اليونان. وطالب اليونانيين بعدم إنفاق يورو واحد في ذلك اليوم، بل وطالبهم بتجنب دفع الفواتير للبنوك، والخدمات العامة، وفواتير المياه والكهرباء والهاتف، والوقود، ومحلات السوبر ماركت، والمقاهي، والمطاعم، والمتاجر التجارية، وشراء السلع الكهربائية والإلكترونية، بالإضافة إلى أي معاملات مالية. ودعا رئيس اتحاد المستهلكين اليونانيين، جيورجوس ليشوريتيس، الحكومة اليونانية أيضًا إلى دعم هذا الإجراء.

### المجر
انتشرت دعوات المقاطعة على وسائل التواصل الاجتماعي المجرية، حيث دعت إحدى المنظمات إلى مقاطعة تستمر من 11 إلى 13 فبراير، بينما دعت منظمة أخرى إلى مقاطعة تستمر ليوم 13 فبراير فقط. وقد أصبحت الدعوة الأخيرة هي الأكثر شعبية، وذلك بسبب وقوعها في يوم التقاعد المجري، حيث يميل المتقاعدون إلى التسوق بشكل غير متناسب، مما يعني أن المقاطعة من شأنها أن تلغي زيادة المبيعات التي تصاحب عادة هذا اليوم. وتهدف المقاطعة إلى الاحتجاج على التضخم وارتفاع أسعار المواد الغذائية، مع ملاحظة البعض مرة أخرى أن الأسعار في الدول المجاورة كانت أرخص. استهدفت المقاطعة على وجه التحديد محلات ألدي Aldi وليدل Lidl وSPAR وTesco وأوشون Auchan وPenny وCoop وCBA وG-Roby. وذكر المنظمون أنه بما أن يوم الخميس 13 فبراير هو آخر يوم للمقاطعة، فإن كل يوم خميس فصاعداً يمكن أن يكون يوماً للمقاطعة. كان يُنظر إلى المقاطعة الناتجة على نطاق واسع على أنها لم يكن لها أي تأثير جدي على الأسعار المجرية.

### كوسوفو
أدى ارتفاع أسعار المنتجات الاستهلاكية في كوسوفو إلى دعوات لمقاطعتها. انتشرت صورة على مواقع التواصل الاجتماعي تدعو إلى المقاطعة من 1 إلى 7 فبراير، على الرغم من عدم الكشف عن الجهة التي تقف وراء الدعوة. ودعت مجموعة "مقاطعة الأسواق Boycott Markets" على الفيسبوك لمقاطعة لمدة يوم واحد في العاشر من فبراير،  إذا لم يُعالج ارتفاع الأسعار. اختيرت الدعوة إلى المقاطعة في العاشر من هذا الشهر من أجل عدم تعطيل الحملة الانتخابية للانتخابات البرلمانية المقررة في كوسوفو في التاسع من فبراير. وبالإضافة إلى ارتفاع الأسعار، اشتكى الكوسوفيون أيضًا من انخفاض الأجور، الأمر الذي أدى عندما اقترن بارتفاع الأسعار إلى إفقار العديد من الأسر، حيث زعم أحد السكان أن القدرة الشرائية انخفضت بنسبة 60%، في حين تضاعف سعر البوريك في ثلاث سنوات. علاوة على ذلك، فإن الأسعار في كوسوفو هي نفسها كما هي في ألمانيا وبولندا، على الرغم من انخفاض رواتب الكوسوفيين: يبلغ سعر لتر الحليب في كوسوفو 1.35 يورو، بينما يبلغ في البرتغال 0.97 يورو، وفي ألمانيا 1.14 يورو، وفي بلجيكا 1.17 يورو. وقد حققت محلات السوبر ماركت في كوسوفو أرباحًا قياسية في العام السابق، وفقًا لوزير الخارجية السابق بيتريت سليمي. تدعو المقاطعة المواطنين إلى الشراء من المزارعين المحليين والأسواق الخضراء.

### الجبل الأسود
بدأت المقاطعة في الجبل الأسود في 31 يناير. ارتفع معدل التضخم في البلاد بنسبة 30.5% بين عامي 2021 و2024، مع ارتفاع أسعار المواد الغذائية بنسبة تصل إلى 41%. شهدت متاجر التجزئة ارتفاعًا في معدلات دوران المبيعات بنسبة 50% من عام 2021 إلى عام 2023، بينما شهدت بعضها زيادات في الأرباح بلغت 200% خلال نفس الفترة الزمنية. اشتكى العديد من مواطني الجبل الأسود أن الأسعار أغلى بكثير من الأسعار في البلدان الأخرى. كما حث الاتحاد الحر للتجارة في الجبل الأسود  أعضاءه على الانضمام إلى المقاطعة.

### مقدونيا الشمالية
في 31 يناير، شاركت مقدونيا الشمالية أيضًا في هذه المقاطعة الجماعية. حيث تعاني البلاد من مشاكل مماثلة فيما يتعلق بارتفاع الأسعار. كانت مبادرة حكومية أطلق عليها "سلة رأس السنة الجديدة New-Year's basket" تهدف إلى حل المشكلة من خلال برنامج اختياري حيث يمكن لتجار التجزئة خفض الأسعار، ولكن نُظر إليها على أنها غير كافية، مع ورود تقارير عن قيام تجار التجزئة برفع الأسعار قبل خفضها.
وأدت المقاطعة إلى انخفاض الإيرادات بنسبة 46.59% في أكبر ثماني سلاسل متاجر سوبر ماركت مقارنة بالجمعة السابقة، و46.29% عن اليوم السابق. أعلنت دائرة الإيرادات العامة عن إجمالي إيرادات بلغت 114,293,367 دينارًا في يوم المقاطعة، بانخفاض عن 212,782,151 دينارًا في اليوم السابق 30 يناير.

### رومانيا
ظهرت دعوات المقاطعة أيضًا في رومانيا. ودعا عدد متزايد من الرومانيين، بما في ذلك كالين جورجيسكو، المرشح الأوفر حظًا في الانتخابات الرئاسية الرومانية التي أُلغيت في عام 2024، ورئيس الوزراء السابق فيكتور بونتا،  مواطنيهم إلى بدء مقاطعة في 10 فبراير تستمر حتى 16 فبراير. فبالإضافة إلى الأسعار المرتفعة، فإنهم يريدون أيضًا مقاطعة محلات السوبر ماركت لعدم بيع المنتجات الرومانية، واختيار شراء المنتجات المحلية بدلاً من ذلك لتشجيع الاقتصاد المحلي وتعزيز الأمن الغذائي المحلي. علاوة على ذلك، كانوا يرغبون في أن تكون الأسعار وجودة الأغذية الرومانية أكثر توافقًا مع تلك الموجودة في أوروبا الغربية. وتستهدف المقاطعة شركات ليدل، وكوفلاند، وكارفور، وميجا إيماج، وبروفي، وبيني ماركت. سجلت البلاد أحد أعلى معدلات التضخم في الاتحاد الأوروبي في عام 2023، بنسبة بلغت 5.1٪، مما أدى إلى ارتفاع أسعار الخضروات والفواكه والمنظفات. اعتبارًا من 12 فبراير، حققت المقاطعة نجاحًا محدودًا واستمر عدد كبير من الرومانيين في التسوق من محلات السوبر ماركت. كما ظهرت حركة مناهضة للمقاطعة على مواقع التواصل الاجتماعي، ردًا على تورط جهات متطرفة في المقاطعة.

### صربيا
بدأت حملة مقاطعة في صربيا في 31 يناير. كانت المقاطعة في صربيا فريدة من نوعها لأنها حدثت على خلفية الاحتجاجات الطلابية التي كانت مستمرة في البلاد منذ نوفمبر 2024، في أعقاب انهيار مظلة محطة قطار في نوفي ساد في الأول من نوفمبر 2024. تُعد الأسعار في البلاد من أعلى الأسعار في أوروبا، حيث تكون المنتجات المحلية في كثير من الأحيان أرخص في البلدان الأخرى. في شهر أكتوبر، أُعلن أن أربع سلاسل بيع بالتجزئة هي: Delhaize وMercator S وUniverexport وDIS (supermarket) [خطأ: تحقق من وسيط ورمز اللغة] قد خضعت لتحقيق قامت به الحكومة الصربية بشأن مزاعم التلاعب بالأسعار. وبذلك أصبحت هذه الشركات الأربع، بالإضافة إلى ليدل، هي أهداف المقاطعة في صربيا. وحثت النقابات العمالية المتحدة في صربيا "سلوجا" أعضاءها على الانضمام للمقاطعة.

### سلوفاكيا
أُطلق دعوات للمقاطعة في سلوفاكيا. في السادس من فبراير، أطلقت صفحة على الفيسبوك تسمى "لا تطعمونا بالنفايات Don't Feed Us with Waste"،  يتابعها أكثر من 146 ألف شخص، نداءً إلى السلوفاك، تدعوهم فيه إلى عدم شراء أي شيء ليوم واحد للتعبير عن استيائهم من ارتفاع أسعار المواد الغذائية بشكل مبالغ فيه. دعت الصفحة إلى مقاطعة محلات بيلا وتيسكو وليدل وكوفلاند COOP Jednota [خطأ: تحقق من وسيط ورمز اللغة] على وجه التحديد. انتقد التحالف السلوفاكي للتجارة الحديثة هذه المبادرة، مشيرًا إلى أن الأسعار في سلوفاكيا لا تتجاوز 82% من متوسط الاتحاد الأوروبي، على عكس كرواتيا التي تبلغ 102%.

### سلوفينيا
بدأت أيضًا دعوات المقاطعة في سلوفينيا. وأظهرت بيانات حكومية أن السلوفينيين يدفعون في المتوسط 44% أكثر مما كانوا يدفعونه قبل عقد من الزمن. وعلى الرغم من أن الزيادة في الأسعار أقل من المتوسط في الاتحاد الأوروبي، فإن أسعار المواد الغذائية مثل زيت الزيتون (20%)، والزبدة (17%)، واللحوم (3-6%)، والخبز (2%) قد ارتفعت. غالبًا ما كان السلوفينيون يقارنون الأسعار بإيطاليا، حيث كانت الأسعار هناك أقل بكثير. استهدفت المقاطعة سلاسل بيع بالتجزئة معينة، وانتهت في الثاني من فبراير، وبعد ذلك ظهرت دعوة لحث السلوفينيين على مقاطعة المتاجر الأخرى حتى التاسع من فبراير.

## ردود الفعل
حظيت دعوات المقاطعة بشعبية واسعة في العديد من البلدان. وأظهر أحد استطلاعات الرأي أن 84% من السلوفينيين يؤيدون المقاطعة، بينما ينوي 78% المشاركة. وقد أيد 90% من البوسنيين المقاطعة،  بينما صرح 89.5% من الكروات أنهم سيشاركون في المقاطعة. وقد تردد صدى مشاعر مماثلة بين المقدونيين. وقد أيد العديد من الساسة الوطنيين هذه التدابير. وبدأت الحكومات في المنطقة أيضًا محادثات مع منظمات المستهلكين وتجار التجزئة لمعالجة هذه القضية.
وفي كرواتيا، لم تدين الحكومة المقاطعات، وفي 30 يناير أعلنت الحكومة تجميد أسعار 70 سلعة استهلاكية رداً على ذلك. وقد أيدت العديد من الأحزاب الكرواتية هذه المقاطعات، مثل الحزب الديمقراطي الاجتماعي الكرواتي، وحزب موزيمو، وحزب موست، وحركة الوطن. كما أيدها أيضًا أنتي شوشنجار، وزير الاقتصاد الوطني. أعلنت سلاسل المتاجر الكبرى كوفلاند وكونزوم عن تطبيقهما لحدود الأسعار على 1000 و250 منتجًا على التوالي.
وفي شمال مقدونيا، أيد حزب VMRO-DPMNE الحاكم المقاطعة. كما أيدهم حزب المعارضة الرئيسي، الاتحاد الديمقراطي المشترك، لكنه ألقى باللوم على الحكومة الحالية وإدارة رئيس الوزراء هريستيان ميكوسكي لتجاهل خطط المعارضة لمواجهة ارتفاع الأسعار في حين تعاملوا مع القضية باستخدام "سلال مزيفة fake baskets".
أيد رئيس الوزراء في الجبل الأسود، ميلويكو سبايتش، المقاطعة، وطلب نائب وزير الاقتصاد، ديليوشاج، من المحتجين عدم إشراك العمال المنزليين. وقد عارضت غرفة التجارة، التي يتألف أعضاؤها من أصحاب سلاسل البيع بالتجزئة، وجمعية المستهلكين في الجبل الأسود هذا الإجراء.
في بلغاريا، كان فرع بلوفديف للحزب الاشتراكي البلغاري هو الحزب الأول الذي أيد المقاطعة. أعلن ديليان بيفسكي، زعيم الحزب الديمقراطي الاجتماعي – بداية جديدة، أن حزبه سيقدم قانونًا يهدف إلى التحكم في الأسعار استجابةً للمقاطعة.
في رومانيا، عارض فلورين إيونوت باربو، وزير الزراعة، المقاطعة، مشيرًا إلى أن 70% من المنتجات الغذائية الموجودة على أرفف المتاجر الرومانية مصنوعة محليًا، مشيرًا إلى أن ذلك من شأنه أن يؤدي إلى موت صناعة الأغذية الرومانية. ودعا رئيس الوزراء السابق فلورين سيتو الرومانيين إلى مقاطعة الدولة، وليس تجار التجزئة "حيث يعمل الملايين من الرومانيين الذين يدفعون نفس الضرائب التي ندفعها ويخضعون لنفس الأنظمة الشيوعية".

## ملحوظات
1. ↑  باللغة الكرواتية وتعني Hello, Inspector بالإنجليزية
2. ↑  باللغة الكرواتية Europskog centra izvrsnosti potrošača.
3. ↑   باللغة البلغارية Системата ни убива
4. ↑  باللغة اليونانية Γενική Ομοσπονδία Καταναλωτών Ελλάδας
5. ↑  Unija slobodnih sindikata Crne Gore
6. ↑  اللغة السلوفاكية: Nekŕmte nás odpadom
7. ↑  باللغة السلوفاكية Slovenská aliancia moderného obchodu (SAMO)